# Chie Nakamura
Chie Nakamura (中村千絵 Nakamura Chie?, n.14 mai 1978) strigată de apropiați Chie-chan (千絵ちゃん) este o actriță de voce  japoneză originară din Tokio, Japonia angajată a companiei de animație AXL-One a cărui șef este actorul de voce Toshiyuki Morikawa. Ea este cunoscută mai ales ca vocea lui Sakura Haruno din seria Naruto și Naruto Shippuden deși a mai avut roluri și în alte anime-uri. Nakamura a fost descoperită de un alt actor de voce Yasuo Muramatsu de la compania de animație japoneză Kaoru pentru care în trecut a lucrat Nakamura și care, de asemenea, a fost profesorul ei. În prezent ea este căsătorită din 2010 și are trei copii. Chie Nakamura a mai fost căsătorită între 1999 și 2002. Ea are o soră mai mică și un frate mai mare. Pasiunile sunt cititul,cântatul și artizanatul. De asemenea cântăreții ei preferați sunt Stevie Wonder, Michael Jackson și o trupă japoneză de rock-pop ace to face foarte populară în Japonia.

## Roluri

### Anime
- Gilgamesh (Kiyoko Madoka)
- Musashi Gundoh (Yumehime)
- K-on! (Mrs. Kawakami)
- Darker than Black: Kuro no Keiyakusha (Brita)
- Oh My Goddess! (Satoko Yamano)
- Natsume's Book of Friends (Winged Yōkai)
- Eureka Seven AO (Rebecka Hallström)
- NARUTO series (Sakura Haruno)
- Gankutsuou (Eugénie de Danglars)
- Weiß Kreuz OVAs (Reina)
- XxxHolic (Nanami)
- Gintama (Tom)
- Zoids Fuzors (Sweet)

### Jocuri
- Battle Stadium D.O.N (Sakura Haruno)
- Eureka Seven TR1:NEW WAVE & NEW VISION (Jillian)
- Mobile Suit Gundam Senki Record U.C. 0081 (Sherry)[2]
- Naruto Series (Sakura Haruno)
- Radiata Stories (Alicia)
- Tales Series
  - Tales of Phantasia
  - Tales of the Abyss (Noel)
- Soul Calibur Series: Legends, IV, Broken Destiny (Sophitia) and V (Elysium)
- Valkyrie Profile: Covenant of the Plume (Rosa)
- Sonic Riders (Wave the Swallow)

### Dublaje

#### Programe de televiziune
- Bear in the Big Blue House - Shadow (Tara Mooney)
- 24 - Jane Sanders (Season 3) (Alexandra Lydon)
- The Dead Zone - Dr. Janet Gibson (Suleka Mathew), Additional Japanese Voice-dubbing roles
- Cold Case - Elissa (Marisol Nicholls)
- Pan AM - Kate Cameron (Kelli Garner)

### Acțiune Live Filme
- Kirsten Dunst
  - Mona Lisa Smile - Elizabeth "Betty" Warren (Jones)
  - Wimbledon - Lizzie
  - Eternal Sunshine of the Spotless Mind - Mary Svevo
- Killer Condom/Kondom des Grauens - Phyllis Higgins (Becker Meretto)
- Life Is Beautiful/La vita è bella - Teacher (Alessandra Grassi)
- The Tale of Sweeney Todd - Alice (Selina Boyack)
- Deep Blue Sea - Bird (Mary Kay Bergman (Voice) / Frank Welker (Song) ) (Software Edition)
- Almost Famous - Additional Japanese Voice-dubbing role
- Cruel Intentions 2 - Kathryn (Amy Adams)
- Road Trip - Tiffany Henderson (Rachel Blanchard)
- Lara Croft: Tomb Raider - Girls of Lara (2004 Fuji TV Edition)
- Ong-Bak: Muay Thai Warrior - Mue (Pumawari Yotogamon)
- American Wedding - Cadence (January Jones)
- Nanny McPhee - Evangeline (Kelly MacDonald) (Cinema Edition)
- My Brother - Miryon (Lee Bo-young)
- Aquamarine - Clare (Emma Roberts)
- RV - Kathy Munro (JoJo)
- Camp Rock - Tess (Meaghan Jette Martin)
- Day of the Dead (2008 film) - Corporal Sarah Cross/Bowman (Mena Suvari)
- Bride Wars - Emma Allen (Anne Hathaway)

#### Animație televiziune
- Paddington Bear - Judy Brown
- Teamo Supremo - Gene